# Delta Gangesu

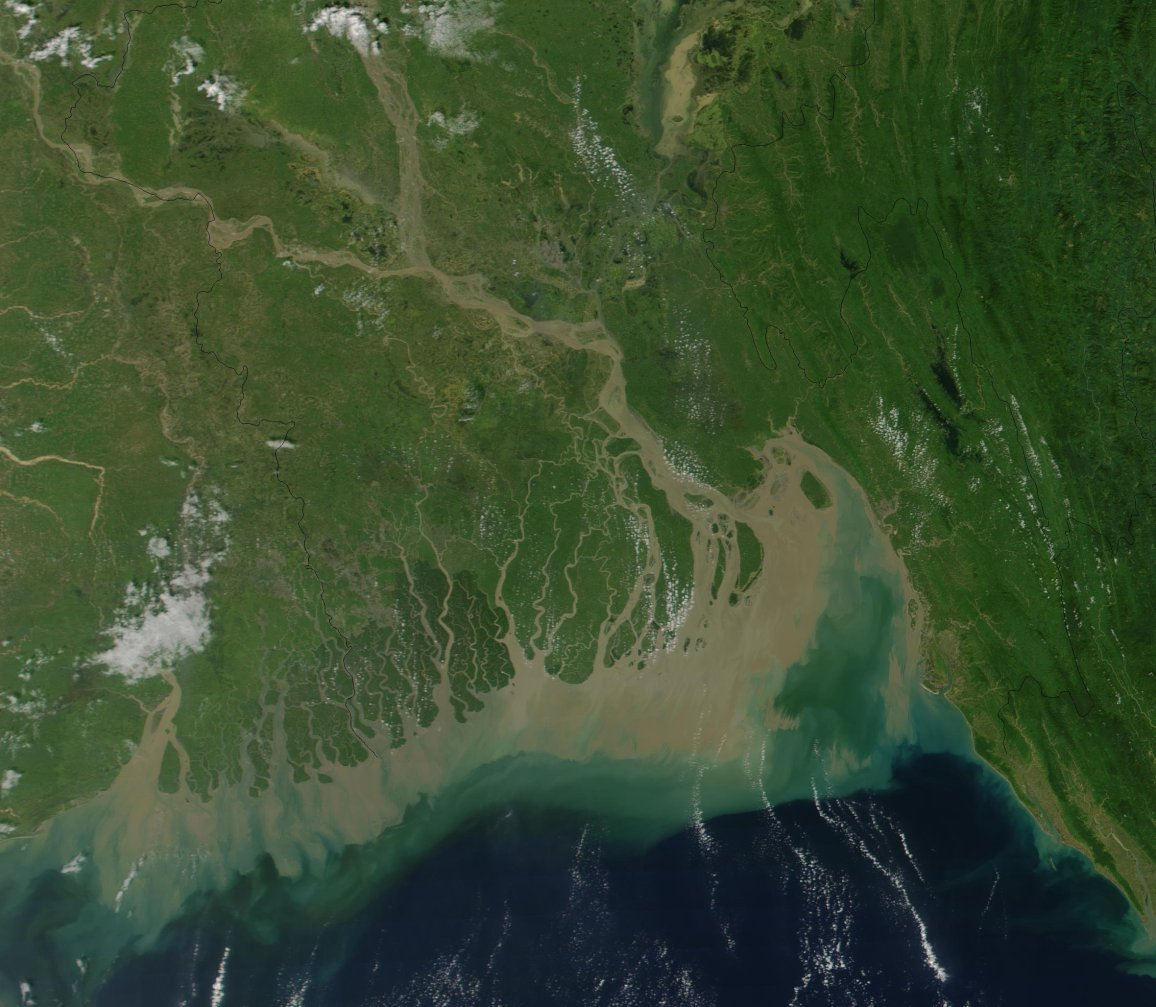
Delta Gangesu widziana z kosmosu

Delta Gangesu (beng. Gaṅgā-nadīmukh; hindi Gamgā Muhānā; ang. Ganges Delta, także Ganges-Brahmaputra Delta) – delta rzeki Ganges, u jej ujścia do Zatoki Bengalskiej, zlokalizowana w Bengalu, na terytorium Bangladeszu oraz indyjskiego stanu Bengal Zachodni. Wraz z Gangesem, swoje ujście na terenie delty znajduje Brahmaputra.
Delta Gangesu rozciąga się wzdłuż Zatoki Bengalskiej na długości ok. 350 km i liczy ok. 100 000 km² powierzchni, będąc największą deltą rzeczną na świecie. Najbardziej na zachód wysuniętą rzeką na terenie delty jest Hugli, a na wschód – Meghna. W południowej części delty znajdują się rozległe lasy namorzynowe – Sundarbany.
Obszar delty zamieszkany jest przez ok. 130 mln ludzi i należy do najgęściej zaludnionych regionów świata z gęstością zaludnienia wynoszącą ok. 1300 os./km². Do głównych miast na terenie delty i w jej pobliżu należą Ćottogram, Dhaka oraz Kalkuta.